# Fernando Torrini
Fernando Torrini, mais conhecido como Nando, foi um ex-futebolista brasileiro, que atuava como zagueiro e ganhou destaque no Corinthians durante a década de 1910.
Nando começou sua trajetória no Corinthians em 3 de maio de 1919, na vitória por 3 a 0 sobre o Palestra Itália. zagueiro titular do Corinthians, ao lado de Gano. Atuou em 99 partidas durante este período[carece de fontes?]. Campeão do Centenário em 1922, Nando fez sua última partida em 25 de junho de 1922, na goleada de 9 a 0 sobre a Portuguesa/Mackenzie, em jogo válido pelo Campeonato Paulista, sendo em seguida substituído por Armando Del Debbio.
Devido à sua grande ascendência sobre a equipe, Nando substituiu Amílcar, que estava a serviço da Seleção Brasileira, na condição de capitão do Corinthians em dois jogos.

## Títulos
- Campeonato Paulista: 1922